# Gueneria similaria
Gueneria similaria là một loài bướm đêm trong họ Geometridae.